# 恋の時給は4ドル44セント
『恋の時給は4ドル44セント』（Career Opportunities）は、1991年のアメリカ映画。

## あらすじ
中西部のスモールタウン。家から厄介者扱いされているジム（フランク・ホエーリー）はあるショッピングモールで深夜バイトをしている。彼は客も店主もいないのをいいことに店内をローラースケートで走り回るなどして遊びまわる。そこにゴージャスな美人ジョジー（ジェニファー・コネリー）が現れる。彼女も家から厄介者扱いされている。二人は結ばれる。すると強盗がやってきたので、やっつける。そして二人はハリウッドに行く。

## キャスト
※括弧内は日本語吹替
- ジム・ドッジ - フランク・ホエーリー（井上和彦）
- ジョジー・マクレラン - ジェニファー・コネリー（水谷優子）
- ネスター・パイル - ダーモット・マローニー（玄田哲章）
- ギル・キニー - キーラン・マローニー（伊藤和晃）
- バド・ドッジ - ジョン・M・ジャクソン（山野史人）
- ドティ・ドッジ - ジェニー・オハラ
- ロジャー・ロイ・マクレラン - ノーブル・ウィリンガム（大木民夫）
- ドン - バリー・コービン
- マーシュ - ジョン・キャンディ（クレジットなし）（麦人）

## スタッフ
- 製作・脚本：ジョン・ヒューズ